# 판매 가치 제안
판매 가치 제안(unique selling proposition, unique selling point, USP) 또는 독자적인 판매 기획은 다양한 분야에서 '차별화를 할 수 있는 요소'를 명기할 때 주로 사용되고 있는 용어이다. 처음에는 성공적인 광고 캠페인의 패턴을 설명하는 이론으로서 제시되었던 것이지만, 최근에는 그 의미가 바뀌었다. 이 용어는 1940년대에 Ted Bates & Company의 Rosser Reeves에 의해 사용되기 시작하였다.

## 판매강조법
판매강조법(selling point)은 판매기점이라고도 하며, 상품이나 서비스의 판매 촉진을 위한 고객에 대한 소구점인 구체적이고 상징적인 장점을 말한다.
이러한 장점은 고객의 욕구에 합치하고 구매의욕을 일으키는 것이어야 한다. 일반적으로 제품차별화를 현저하게 하여 판매강조점을 두드러지게 하면 시장기회(市場機會)는 크게 넓어지고, 제품차별화가 약할 경우 시장기회가 적어지게 된다. 따라서 제품이나 서비스의 라이프 사이클 면에서도 개발기·성장기에는 셀링 포인트가 명확하여 구체적인 소구점을 기초로 한 광고로 판매성과를 기대할 수 있으나, 성숙기에는 기술적으로 평균화하여 셀링 포인트가 불명확하게 되어 설득광고를 하여야 하고, 가격경쟁 등 마케팅 수단의 비중이 커진다.

## 같이 보기
- 광고 캠페인
- 통합 마케팅 커뮤니케이션
- 마케팅 커뮤니케이션
- 판촉
- 경쟁 우위